# Konosuke Matsushita
Vista da sepultura.
Konosuke Matsushita 松下 幸之助 (27 de Novembro de 1894 – 27 de Abril de 1989) foi um empresário industrial japonês, fundador da Matsushita Electric Industrial Co., mais conhecida como a firma que engloba a marca de aparelhos electrónicos Panasonic, companhia com sede no subúrbio de Kadoma (na Linha Keihan), Osaka). Para muitos Japoneses, é conhecido como o "deus da gestão". Uma biografia de Matsushita, chamada Matsushita – Lições de liderança para o próximo milênio foi escrita pelo especialista estadunidense em gestão John Kotter em 1998.

## Leitura de apoio
- K. Matsushita, Michi wo Hiraku, 1968
- J. Kotter, Matsushita Leadership, éd. Simon and Schuster, 1998.
- K. Matsushita, Matsushita Konosuke (1894-1989) - His Life & His Legacy : A Collection of Essays in Honor of the Centenary of His Birth, éd. PHP Research Institute, 1994.